# Richie Havens
Richie Havens rodným jménem Richard Pierce Havens (21. ledna 1941 New York City, New York, USA – 22. dubna 2013 Jersey City, New Jersey, USA) byl americký písničkář, zpěvák a kytarista, který v srpnu 1969 hrál jako první na festivalu Woodstock. Narodil se v Brooklynu jako nejstarší z devíti dětí a po zahájení kariéry vydal dvě alba pro Douglas Records a následně přešel k Verve Records. Své poslední album nazvané Nobody Left to Crown vydal v roce 2008.